# Володарі психону
«Володарі психону» (англ. Lords of the Psychon) — постапокаліптичний науково-фантастичний роман американського письменника Деніела Ф. Ґелує, опублікований у квітня 1963 року видавництвом Bantam Books. Ґелує написав цей роман ще в 1963 році. Це другий його роман, який вийшов опісля успішного «Темного всесвіту», і відображає його інтерес до світів, де сприйняття дійсності є ключовим чинником, який впливає на цю реальність та є найважливішим елементом цього всесвіту.

## Відсилання
Роман переносить нас у часі на 15 років після спустошення землі. Група військовозобов'язаних залишається вірною своїм воєнним/оборонним обов'язкам і базується в покинутому студентському котеджному містечку в тіні дивного, височенного, чужого міста Сили. Там, де прибульці закріпилися, вони створили великі муроподібні міста, які містять величезні будівлі, розташовані за циліндричним принципом, піраміди, куби, ромбогдрони, напівпрозорі призми та кульки. Прибульці конфіскували все електричне обладнання по всій Землі та ізолювали його, і вся людська цивілізація була відкинута назад до технології вугілля та пари. Міста сили є домом «Сфер». Це величезні плаваючі прибульці, які взагалі ігнорують людей, окрім випадків, коли вони вирішують «обрати» когось. Тоді вони наздоганяють та кружляють у повітрі навколо жертви, мерехтять статичною електрикою та полюючи навколо обраної людини, вочевидь, заради спортивної розваги. Сфери можуть подорожувати крізь стіни та схили пагорбів у пошуках обраної людини. Коли вони зрештою наздоганяють жертву, то використовують електричний заряд, щоб вбити людину. Сфери також активізуються під час «Дня жахів» — щорічної події, коли над землею утворюється енергетичне поле, яке загадковим чином завдає надзвичайних фізичних та психологічних тортур землянам, які потребують місяців для того, щоб відновитися.

## Сюжет
Події роману розпочинаються 24 вересня 1993 року (на момент написання роману, тридцять років у майбутньому), коли капітан головнокомандувач армії США Джофері Меддокс, очікує звіту у штаб-квартирі 3-ї армії поблизу цілі. До складу штабу входить відставний начальник штабу ВМС США, морський капрал, морський приватний, приватний армія та цивільний розвідник. Вони є членами єдиної відомій військової сили, яка залишилася на Землі, і вони намагаються перевезти останні відомі ядерні бомби в одну з таємничі чужорідні будівлі, які тепер височать над поверхнею Землі. Вони відчайдушно сподіваються, що вибух ядерних бомб потужністю 50 кілотон може порушити роботу структури і тим самим зменшити наслідки того, що називається «День жахів» або «День-Ж».
Їх план реалізовується, й місто повністю поглинає вибух потужністю п'ятдесят кілотон. Наступний «День-Ж» має жахливі наслідки. Після періоду відновлення, який триває декілька місяців, люди з сусідніх сіл зляться на Третю армію. Вони вважають, що місто іншопланетян слід залишити в спокої, і тоді чужинці можуть залишити селян у спокої. Вони починають здійснювати невеликі атаки на базу і стріляти у солдатів. Приблизно в той же час на військовій базі з'являється незнайомець. Він щось викрав у далекому Місті Сили. У світі існує багато таких міст Сили, і разом вони створюють та підтримують сітку, яка викликає «День жахів». Незнайомець демонструє два кільця, які світяться: одне — зеленим кольором, інше — жовтим. Вони здаються невагомими і можуть бути розтягнуті до будь-якого розміру та вкладені одне в одне, щоб утворити більше, ніж оригінальні, кільце. Коли вони тримаються зеленим кільцем у жовтому кольорі, вони виділяють світячу плазму, яка є основою чужих міст. Коли вони тримають зелене кільце окремо від жовтого, воно починає виділяти сяючу плазму, яка є основою іншопланетних міст. Коли повернути кільця на місце, і жовте кільце покласти всередину зеленого, кільця знову поглинають плазму. Плазма може приймати будь-яку форму або колір, бути помічником або ворогом, і солдатам дуже складно розібратися в усіх тонкощах цього пристрою. Один старий солдат, який колись був вченим, а зараз є доктором на базі, проводить тижні, намагаючись зрозуміти принцип роботи кільця. Він робить певний прогрес, але науковий метод не може пролити надто багато світла на те, як працює плазма, тому що вона приймає на себе ті речовини, які застосовує до неї лікар. Якщо він вважає, що воно повинно бути важким — воно стає важким. Якщо лікар вважає, що він повинен бути рідиною — воно стає рідким.
Пізніше лікаря знаходять мертвим у його ж лабораторії, дослідник повісився на мотузці з цієї плазми. Меддокс вважає, що, поки лікар був п'яний, його підсвідомість зняло контроль над плазмою і дала йому спокій, якого він так відчайдушно бажав протягом багатьох років. Вочевидь, плазма може контролюватися свідомим і несвідомим розумом.
Меддокс приймає рішення; він разом з кільцями залишає територію бази, й залишаючись на самоті, працює над ними, намагаючись з'ясувати, як керувати плазмою. За час свого відпочинку він зустрічає молоду леді на ім'я Еді, яка на певний час ховає сферу від дітей. Це здається дивним для Меддокса, оскільки вони бояться сферу. Тим не менше, воно прийняло Едді й постійно переслідує її. Меддокс, допомогаючи дядьку Еді, починає спостерігати та вивчати природу кільця.
Меддокс висуває теорію про те, що кільце реагує як на свідомість, так і на підсвідомість тих, хто навколо нього. Джофері вирішує, що йому доведеться знайти спосіб контролювати свою підсвідомість, якщо він хоче навчитися керувати кільцем. Він працює з кільцями та плазмою, проходячи через своєрідну «домашню очистку» свого підсвідомого розуму і починає краще контролювати таємничу плазму. Меддокс розуміє, що контроль над плазмою допоможе знищити Місто Сили. Досягаючи прогресу в роботі над кільцями він розуміє, що може спілкуватися з Еді на телепатичному рівні. Вони розробляють план відмовитися від маленької сфери, оскільки воно стає все більш і більш небезпечним, переходячи до сусіднього міста Сили. Коли вони дістаються до міста, то дізнаються, що здатні впливати на місто завдяки своїй концентрації розуму. Вони можуть створювати стіни, двері та конструкції. Мэддокс не є ідеальним під його контролем; він робить деякі помилки, особливо при невдалому намаганні захистити вагітну жінку, для якої приходить час народжувати. Ці сфери не давали жити новонародженим дітям, оскільки з моменту завоювання сферами землі не було жодного народження дитини.
Меддокс та Еді повертаються до гарнізону і переконують декількох солдатів навчитися керувати кільцями, тому що найближчим часом настане «День жахів». Меддокс і Еді тренують чоловіка, й незабаром у них є телепатична група, вони можуть ділитися візуальними враженнями один від одного й можуть певною мірою контролювати плазму. Їх контроль є недосконалим, але вони вчаться контролювати його в достатній мірі, щоб побудувати складну структуру плазми всередині їх осі.
Майже рік проходить, й настає новий «День-Ж». Протягом останнього року Меддокс дійшов висновку, що «День-Ж» відбувається тому, що сфери намагаються перемістити Землю в інший вимір-реальність, а страшні наслідки, які відчувають у «День-Ж, викликані тим, що люди опиняються щоразу в іншому місці. До цих пір сфери не змогли цього зробити, проте з кожним роком вони наближаються до своєї мети. Це означає, що коли Сфери досягнуть успіху, ефект «Дня-Ж» ніколи не закінчиться. Меддокс також вважає, що сферу досягнуть своєї мети цього року, якщо він й інші учасники його групи не зможуть зробити щось, щоб зірвати «День-Ж».
Люди в навколишніх селах бояться, вважаючи, що солдати експериментують із плазмою, провокуючи сфери, через що «День-Ж» стає навіть гіршим, ніж це було рік тому. Тому селяни організовують напад на базу, де одночасно група релігійних фанатиків також вирішує напасти. Солдати не можуть утримати свою базу проти психічної істерії мобів, а Сфери приєднуються до атаки. Коли плазмове Місто Сили починає руйнуватися, Меддокс вдається використати свої нові психічні можливості для перевезення 18 солдатів, які навчилися контролювати плазму до інших 18 чужорідних міст Сили, в той же час як селяни також відігнали свій табір. Саме в цей момент розпочинається «День-Ж». Меддокс більше нічого не може вдіяти, йому залишається лише сподіватися, що люди, яких він відправив, зможуть знищити Міста Сили і не допустити «Дня-Ж».
В ході експериментів з кільцями, Джофері виявив, що все, що проходить через кільце, може пересуватися в часі. Відстань подорожі в часі регулюється тим, наскільки великі кільця. Меддокс й Еді вирішили розтягнути кільце до максимально великих розмірів, стрибнути через кільце й вирушити у подорож у часі до майбутнього. Вони стоять на тому ж місці через багато років, коли бачать статую, яка зображує їх подвиг по звільненню землі від панування Сфер.

## Впливи
Другий роман Ґелує «Володарі психону» являє собою розширений і переосмислений приквел до його ж повісті «Місто сили» («Гелексі», квітень 1959). «Місто сили» — набагато коротший твір, в якому загадкові прибульці, за допомогою куль сили, підкорили Землю та створили міста, в яких люди живуть по суті, як пацюки у стінах, згодом ця тема, була розвинута в романах , Кена Балмера, Роба Чілсона та Вільяма Тенна. Роман розповідає про молоду людину, яка подорожує до одного з таких міст, намагаючись спілкуватися з прибульцями та переконати їх, що люди розумні. Він це робить, але через це окупанти стають більш рішучими, ніж до цього, у своєму прагненні знищити людство. Події «Володарях психону» розгортаються раніше й в цьому романі переосмислюються деякі мотиви «Міста сили».